# Ramzi Bin al-Shibh
Ramzi Bin al-Shibh (en arabe : رمزي بن الشيبة), né le 1er mai 1972 à Ghayl Ba Wazir (en) au Yémen, était un des trésoriers d'Al-Qaïda, en particulier pour le financement des attentats du 11 septembre 2001. Il est considéré comme terroriste islamiste par le gouvernement américain.
Ramzi arrive en 1995 en Allemagne dans le cadre de ses études. Il suit, comme la plupart des autres membres de la cellule de Hambourg, un cursus en urbanisme.
Il est suspecté d'avoir préparé les attaques depuis l'Allemagne aux côtés de Mohammed Atta, et d'être originellement pressenti pour être l'un des pirates de l'air avant de se voir refuser ses demandes de visa en 2000.
Il est arrêté à Karachi au Pakistan en septembre 2002 et fait partie des « détenus fantômes » que la CIA maintient au secret dans son réseau de prisons secrètes hors des États-Unis, afin de les soustraire au système judiciaire américain.
Lors du procès de Zacarias Moussaoui, une déposition « reconstituée » à partir de ses interrogatoires est lue à l'audience. Il y est écrit qu'il aurait financé les formations du terroriste : 35 000 dollars en février 2001 et une rallonge de 14 000 dollars en août. Cependant, il est écrit qu'il le trouvait trop « instable » et qu'il aurait annulé l'opération du « 11 septembre » s'il avait eu vent de son arrestation.
Privé de soins médicaux dans le cadre de sa détention, il serait en très mauvaise santé[source insuffisante]. Ainsi, il échapperait à la peine de mort.